# Sitkaspar van Campbelleiland
De sitkaspar van Campbelleiland (Nieuw-Zeeland) is de meest afgelegen boom ter wereld. De dichtstbijzijnde boom staat op de Aucklandeilanden, ruim 200 kilometer verderop. De boom is circa tien meter hoog, maar produceert geen dennenappels: dat wijst er op dat de boom nog steeds niet volwassen is. Rond het begin van de twintigste eeuw is de boom daar geplant door de toenmalige gouverneur van Nieuw-Zeeland, Lord Ranfurly. Deze sitkaspar komt van nature niet voor op het zuidelijk halfrond. 
In de boom is een hoge concentratie radiokoolstof aangetroffen die dateert uit het jaar 1965. Deze piek houdt verband met kernproeven die in de jaren vijftig en zestig op het noordelijk halfrond werden gehouden. Zodoende zou de boom het gouden punt kunnen zijn waarop het antropocene tijdperk begint. Dit is het tijdperk waarin het Aardse klimaat en de atmosfeer voor het eerst beïnvloed worden door menselijke activiteiten. Door middel van de jaarringen van de boom zijn deze gevolgen gedocumenteerd.
De vorige recordhouder van meest eenzame boom ter wereld was de Acacia van Ténéré in Niger. In 1973 werd de boom omver gereden door een dronken vrachtwagenchauffeur.